# 本·申克曼
本·申克曼（英語：Benjamin "Ben" Shenkman，1968年9月26日—）是美國的一位演員，活躍在電影、電視和舞台領域。他最著名的作品之一是USA電視台電視劇慾海醫心中飾演的Dr. Jeremiah Sacani角色。他出生在紐約。